# Sumatraanse buulbuul
De Sumatraanse buulbuul (Ixos leucogrammicus synoniemen:Hemixos leucogrammicus en Pycnonotus leucogrammicus) is een zangvogel uit de familie van de buulbuuls (Pycnonotidae). 

## Verspreiding en leefgebied
Deze soort is endemisch in westelijk Sumatra.

## Status
De grootte van de populatie is niet gekwantificeerd maar de soort wordt omschreven als schaars tot vrij algemeen. Op de Rode lijst van de IUCN heeft deze soort de status niet bedreigd.